# Danse moderne
Pour les articles homonymes, voir Danse néo-classique et Danse jazz.

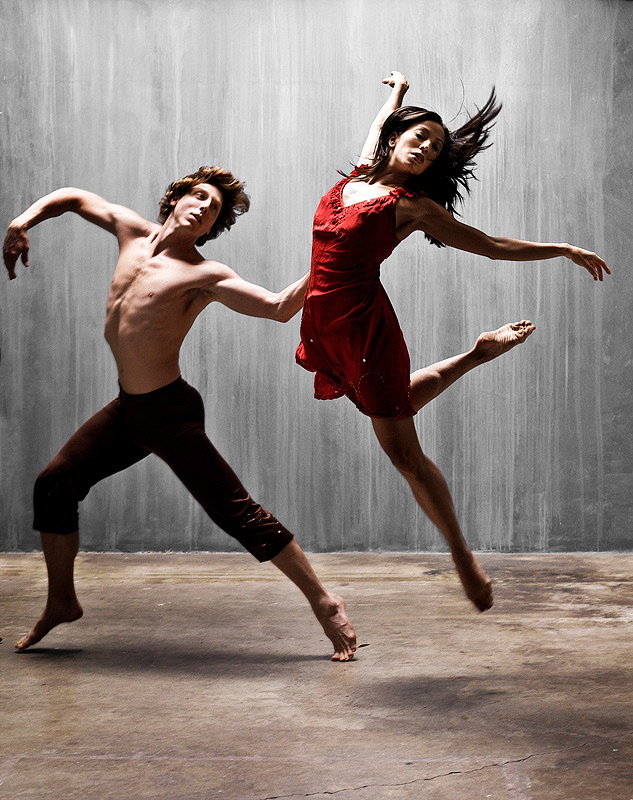
Duo dans le style de la danse moderne.

La danse moderne est un courant issu de la danse de ballet apparu, quasi simultanément, en Allemagne et aux États-Unis, aux alentours de 1920. C'est une forme de danse de scène créée par des artistes voulant se libérer du cadre rigide de la danse classique. La danse moderne a engendré, après la Seconde Guerre mondiale, ce qu'on nomme la danse contemporaine.

## Définition
La danse moderne mise beaucoup sur le rapport unique de l'être humain à l'égard de son corps. De plus, la relation entre le corps et l'univers terrestre qui l'entoure est très exploitée. Les chorégraphes font souvent l'éloge de la beauté des corps et les utilisent afin d'exprimer des sentiments profonds. La compréhension d'une chorégraphie moderne repose presque entièrement sur les ressentis du spectateur. Au lieu de montrer une technique et une esthétique parfaites, la danse moderne montre le réalisme de la vie et de tout ce qui la rend unique.
D’un point de vue technique, la danse moderne est une danse dite « dans le sol », c’est-à-dire qu’elle inclut des séquences de mouvements sur jambes pliées, par opposition à la danse classique, laquelle pourrait être qualifiée « d’aérienne ». Elle est caractérisée également par l'utilisation de positions de pieds et de bras parallèles.

## Histoire
Certains danseurs et danseuses sentent qu'il leur faut sortir des contraintes imposées par le ballet classique, et expérimentent de nouvelles positions, de nouveaux mouvements ainsi que de nouvelles tenues vestimentaires. C'est ainsi que naît la danse moderne, où les danseurs expriment leurs émotions et laissent ces dernières inspirer leurs mouvements. Toujours en opposition aux règles classiques strictes, les danseuses modernes peuvent se déplacer les pieds nus, et utilisent la gravité et les contractions du corps tout entier, pour accentuer leurs mouvements. Des danseuses comme Martha Graham et Isadora Duncan sont considérées comme faisant partie des premières danseuses modernes.
La danse moderne repose sur deux pionnières américaines, Loïe Fuller et Isadora Duncan. Les prémices de la danse moderne remontent aux années 1870, avec ces deux danseuses et chorégraphes qui rompent les codes classiques avec un rapport au sol, et une danse moins dans la virtuosité, dans la grandeur, ainsi que des pas qui ne sont pas à l'extérieur et en pointe.
C'est au début du XXe siècle que Loïe Fuller, une danseuse américaine, va révolutionner le monde de la danse. Elle va utiliser les effets scéniques (la lumière) comme partie intégrante de la danse. Elle est connue pour la danse Serpentine dans laquelle le costume devient un accessoire du danseur et de l'expression de ses sentiments, de son ressenti.
Le berceau de la danse moderne est l'école américaine créée par Ruth Saint Denis et Ted Shawn en 1915, la Denishawn School, qui formera des danseurs connus comme Martha Graham, Trisha Brown ou Doris Humphrey.
La danse moderne donnera naissance à la danse post-moderne (1950-1980) et par la suite à la danse contemporaine.
La danse moderne arrivera en France dans les années 1980.
« La pratique de la danse moderne en Allemagne » est inscrite sur la liste représentative du patrimoine culturel immatériel de l'humanité par l'UNESCO en 2022,.

## Écoles de pensée et personnalités

### L'école allemande
La première représentante de la danse moderne en Allemagne fut Clotilde von Derp, en 1910 à Munich. Émile Jaques-Dalcroze ouvrait alors son école de rythmique d'Hellerau à Dresde et dans la lancée de la gymnastique suédoise, beaucoup d'autres écoles privées d'exercice gymnique voyaient déjà le jour.
L'épicentre de ce mouvement du « retour à la nature » fut l’École de Monte Verità à Ascona en Suisse. Rudolf von Laban y enseignait : il tentait d'asseoir l'enseignement de la danse sur des bases théoriques et tentait pour cela de développer une notation des mouvements. Comme par la suite il s'établit en Angleterre, c'est là-bas que son influence sur la creative dance est restée la plus forte, surtout dans le domaine pédagogique.

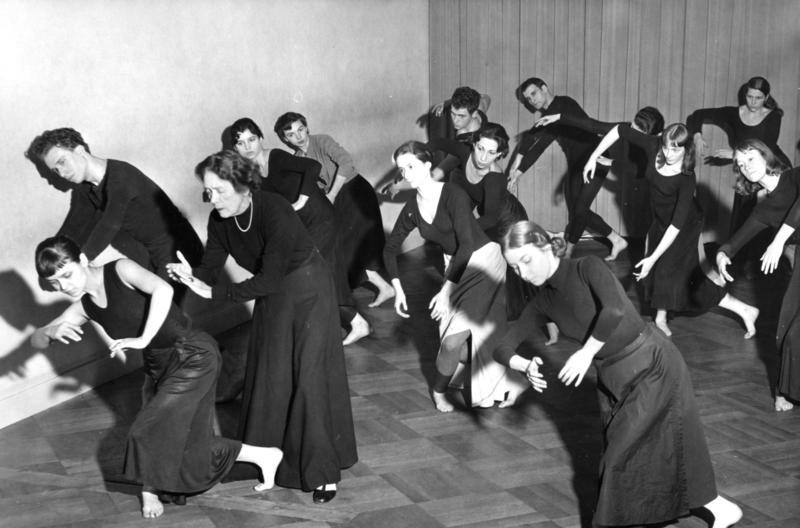
Mary Wigman (3e en partant de la gauche) dans son studio (1959).

Avec les bouleversements sociaux qui suivirent la Première Guerre mondiale, il y eut dans tous les arts une rupture avec des principes désuets qui n'étaient plus en harmonie avec les formes de vie modernes. Ce fut l'essor de toutes les formes d'expression de l'expérience personnelle, en exploitant toute l'intensité dramatique des couleurs, des sons, des mots et mouvements, qui mena vers l'expressionnisme. Il exploitait toute sorte de contrastes avec le quotidien : mouvements étranges, contorsions, rupture avec les formes classiques et jusqu'à l'utilisation de masques. Pour ce qui est de la musique d’accompagnement, cela allait des pièces classiques aux rythmes de tambours, cadences au sistre ou au xylophone et toutes sortes d'instrument de percussion ; certaines danses se passaient même de musique.
L'expression individuelle, l'improvisation et le personnage primaient alors. Aussi, n'est-il pas étonnant que la danse expressive se soit diffusée au travers des succès de quelques artistes ; ceux dont l'influence s'avéra la plus durable, furent Mary Wigman, ses disciples Harald Kreutzberg et Gret Palucca ainsi que Dore Hoyer.

### L'école américaine

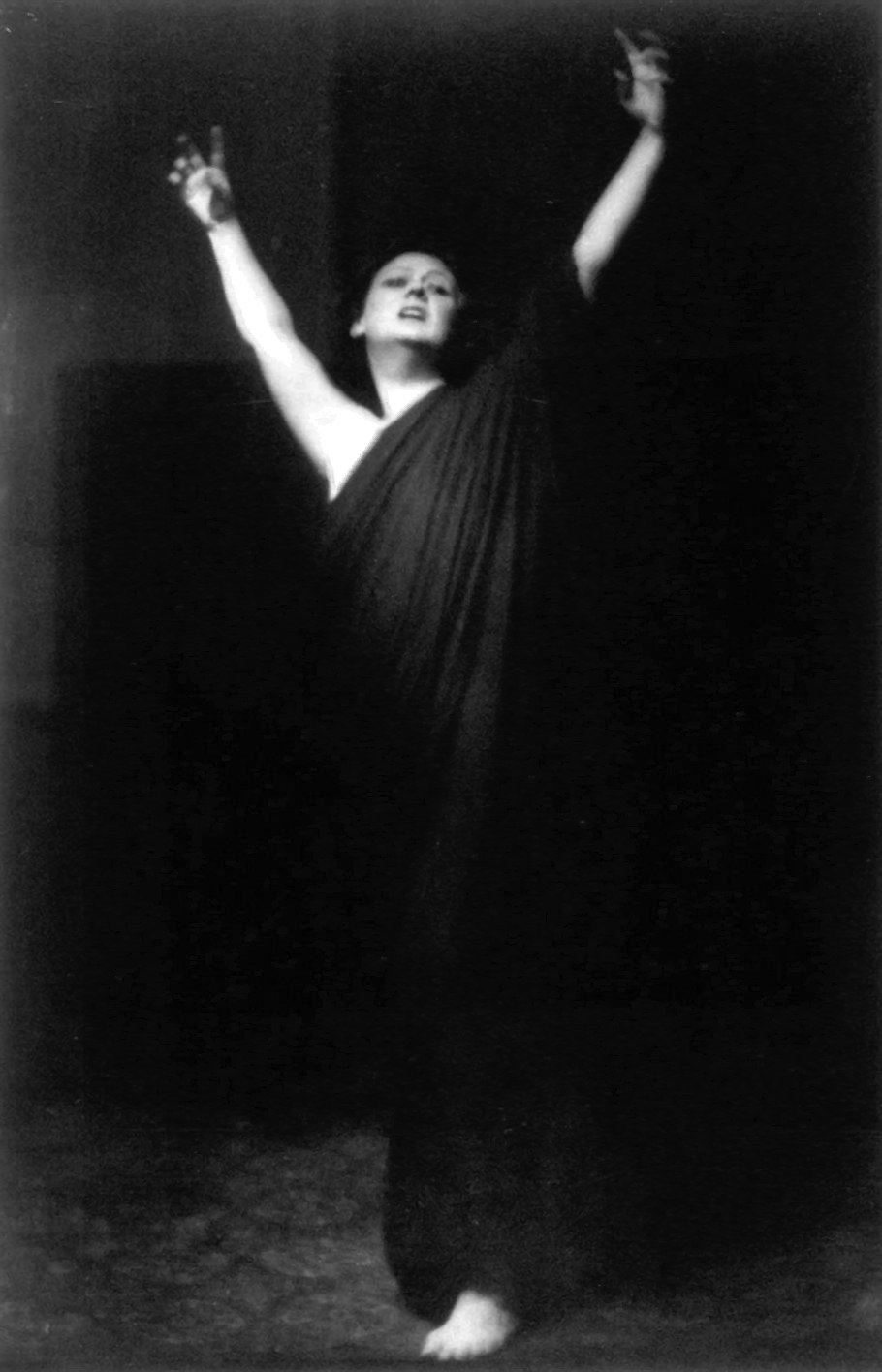
Isadora Duncan vers 1910.

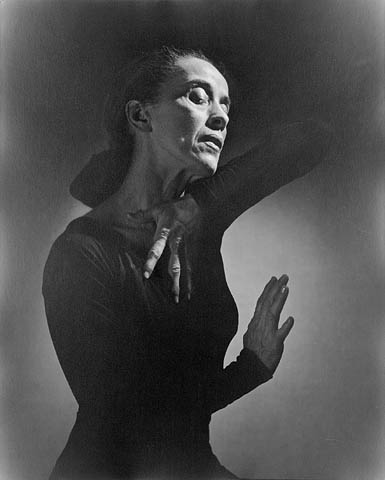
Martha Graham en 1948.

- Théoricien : François Delsarte

Loïe Fuller
Isadora Duncan
Ruth Saint Denis et Ted Shawn (Denishawn School)
→ Doris Humphrey et Charles Weidman
→ José Limón
→ Louis Falco
→ Martha Graham
→ Erick Hawkins (en)
→ Merce Cunningham
→ Paul Taylor
→ Twyla Tharp

### L'école allemande, dite expressionniste
- Initiateur : Émile Jaques-Dalcroze
- Théoricien : Rudolf Laban

Mary Wigman
→ Kurt Jooss
→ Pina Bausch
→ Alwin Nikolais
→ Murray Louis
→ Susan Buirge
→ Carolyn Carlson

### Autres figures notables
- Valeska Gert
- Yvonne Rainer
- Louis Horst